# Asaphodes megaspilata
Asaphodes megaspilata là một loài bướm đêm trong họ Geometridae.